# 日立市役所

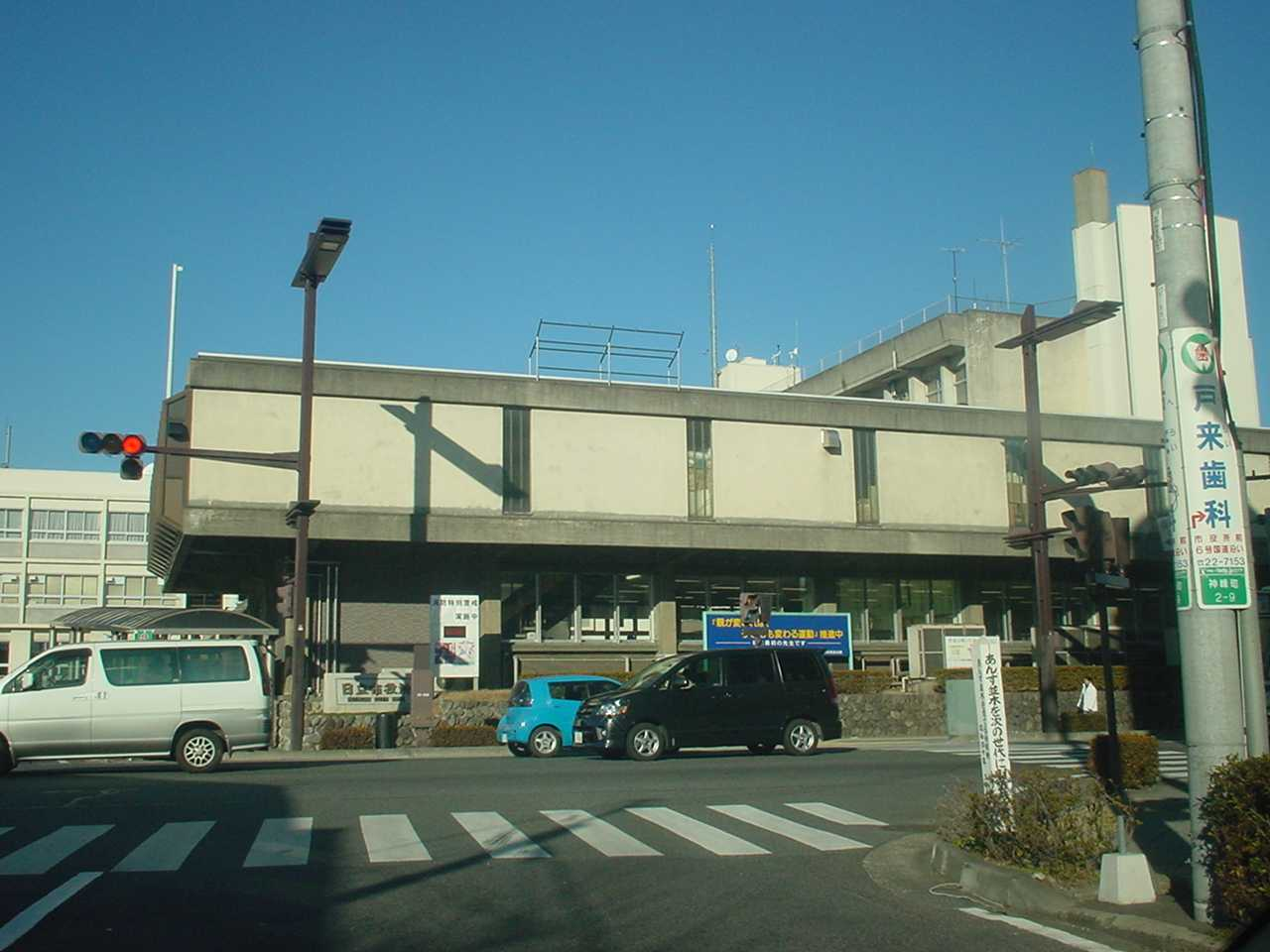
旧庁舎（2006年1月）

日立市役所（ひたちしやくしょ）は、日本の地方公共団体である茨城県日立市の執行機関としての事務を行う施設（役所）。

## 所在地
〒317-8601 茨城県日立市助川町1丁目1番1号

## 沿革
- 1953年（昭和28年） - 旧第3庁舎（地上4階建て）が竣工[7]。
- 1956年（昭和31年） - 旧第4庁舎（地上4階建て）が竣工[7]。
- 1959年（昭和34年） - 旧第5庁舎（地上3階建て）が竣工[7]。
- 1961年（昭和41年） - 旧第1庁舎（地上2階、地下1階建て）、旧第2庁舎（地上5階、地下1階建て）が竣工[7]。
- 2004年（平成16年）2月 -「日立市・十王町新市建設計画」を策定。新庁舎の建設を位置づける[2][8]。
- 2011年（平成23年）
  - 3月11日 - 東日本大震災が発生し、庁舎が被災[2]。
  - 8月 -  市役所の一部窓口（市民課や福祉、税関係の窓口）をプレハブの臨時庁舎に移転[2]。
  - 9月 - 「日立市震災復興計画」を策定し、被災した庁舎の建て替えを決定[2] [9]。
  - 12月 - 新庁舎建設特別委員会を設置（2014年度（平成26年度）まで）[2]。
- 2012年（平成24年）
  - 2月 - 「日立市新庁舎整備基本方針」を策定[2][10]。
  - 9月 - 「日立市新庁舎建設基本計画」を策定[2] [11]。
- 2015年（平成27年）
  - 3月 - 設計コンペにより、設計者をSANAA決定[2][12]。
  - 3月25日 - 建て替え事業が開始。
  - 9月 - 日立市新庁舎建設基本設計が完了[2] [13]。
- 2017年（平成29年）6月30日 - 新庁舎が竣工。同年7月18日から新庁舎での業務を開始[14]。
- 2019年（平成31年）3月30日 - 第二期工事が完了し、グランドオープン[15]。
- 2023年（令和5年）
  - 9月8日 - 台風13号の影響で猛烈な雨が降り、市役所の近くを流れる数沢川と平沢と呼ばれる川が合流する地点で水があふれて、市役所庁舎の1階と地下に水が入りこんだ[16] [17] [18]。
  - 12月6日 - 午後に市役所の広場に車が突っ込む事件が発生[19]。

## アクセス
自動車
常磐自動車道日立中央ICから約5分
公共交通機関
JR常磐線日立駅から茨城交通バスに乗車し、「日立市役所前」下車。

## 業務時間
月曜日から金曜日の8時30分から17時15分（土曜日・日曜日・祝日・年末年始を除く）

## 市庁舎
| 階 | 東西       | 概要 |
| -- | ---------- | --- |
| 7F | 東側フロア | 議会事務局 正副議長室 議会図書室 全員協議会室 議員控室 議場                                                                                                   |
| 7F | 西側フロア | 委員会室 議会会議室 |
| 6F | 東側フロア | 企業局下水道課・雨水整備推進室 企業局水道課・管路整備推進室 企業局料金課 企業局経理課 企業局総務課 公営企業管理者室 601号会議室                               |
| 6F | 西側フロア | 財政課 契約検査課 公共財産管理課 用地課 さくら課 行政マネジメント課 人事課・人材育成室 職員事務センター 入札室 研修室                                         |
| 5F | 東側フロア | 建築指導課 都市整備課 道路管理課 道路建設課 農業委員会事務局 農林水産課 にぎわい施設課 観光物産課 交流拠点活性化担当 産業立地推進課 商工振興課                |
| 5F | 西側フロア | 公共建築課 幹線道路整備促進課 常陸多賀駅周辺地区整備課 都市政策課 住政策推進課・空き屋対策室 501-504号会議室                                                  |
| 4F | 東側フロア | 政策企画課 地域創生推進課 広報戦略課 秘書課 市長室 副市長室                                                                                                   |
| 4F | 西側フロア | 原子力安全対策課 防災対策課 交通防犯課 総務課・選挙管理委員会 市長公室長室 401号会議室 防災センター 天気相談所                                                |
| 3F | 東側フロア | デジタル推進課 スポーツ振興課 学校施設課 生涯学習課・放課後児童対策室 指導課 教育研究所 学校再編課 学務課 教育委員会総務課 教育長室 監査委員室 監査委員事務局 |
| 3F | 西側フロア | 301-305号会議室 |
| 2F | 東側フロア | 文化・国際課 コミュニティ推進課 資産税課 市民税課・ふるさと寄附推進室 納税課 201-202号会議室                                                                  |
| 2F | 西側フロア | 市民相談室（広報戦略課） ゼロカーボン推進担当 資源循環推進課 環境推進課 福祉総務課 生活支援課                                                                 |
| 1F | 東側フロア | 市民課 国民健康保険課 会計課 総合案内所 情報センター 101号会議室 常陽銀行 市役所出張所 ATMコーナー コンビニエンスストア                                       |
| 1F | 西側フロア | 市営住宅課 介護保険課 高齢福祉課 子ども施設課 子育て支援課・家庭児童相談室 障害福祉課                                                                         |

| 階 | 第1庁舎 |
| -- | --- |
| 2F | 契約課 環境衛生課 ごみ対策推進室 女性政策課 市民文化課 吉田正記念事業担当推進室 市民活動課 広聴広報課 生活環境部長室 生活環境部次長室 市民相談室 ボランティア相談コーナー 入札室 |
| 1F | 市民課 相談コーナー |
|    | 第2庁舎 |
| 5F | 環境政策課 天気相談所 |
| 4F | 人事課 行政管理課 情報政策課 財政課 財政部長室 241号・242号会議室 |
| 3F | 都市政策課 幹線道路整備促進室 日立駅周辺整備課 道路建設課 都市整備課 都市建設部長室                                                                                              |
| 2F | 納税課 財政次長室 市民税課 資産税課 |
| 1F | 高齢福祉課 介護保険課 国民健康保険課 保健福祉部長室 福祉事務所長室 |
|    | 第3庁舎 |
| 4F | 第2議員控室 第3議会会議室 |
| 3F | 議会事務局 議長室 議員図書室 第1 - 第4委員会室 第1議員控室 第1・第2議会会議室 |
| 2F | 市長室 副市長室 秘書課 ギャラリー 総務課 選挙管理委員会 総務部長室 321会議室 図書室 公文書公開室                                                                                 |
| 1F | 工事検査課 生活安全課 会計課 会計管理者室 常陽銀行市役所出張所 ロビー 少子化対策室 当直室 こども福祉課 住宅課 ATMコーナー（ 労働金庫 ） 売店                                     |
|    | 第4庁舎 |
| 3F | 議場 431会議室 |
| 2F | 統計分室 記者クラブ 第3 - 第5議員控室 |
| 1F | 社会福祉課 障害福祉課 面接室 |
|    | 第5庁舎 |
| 3F | 営繕課 建築指導課 地籍調査課 用地課 都市建設部次長室 |
| 2F | 監査委員室 監査委員事務局 管財課 政策調査担当 企画調整課 地域振興課 政策審議室 522・523会議室                                                                                    |
| 1F | 農業委員会 農林水産課 観光振興課 かみね公園活性化担当 産業立地推進室 商工振興課 産業経済部次長室 産業経済部長室 511号・512号会議室                                               |
|    | 企業局庁舎 |
| 2F | 総務課 経理課 上下水道部長室 公営企業管理者室 委託者室 |
| 1F | 水道課 料金課 |

| 電話交換室 総務課車両係 車庫 |

## 支所
- 多賀支所：日立市千石町2-4-20（多賀市民プラザ1階）
- 南部支所：日立市久慈町7-1-1
- 日高支所：日立市日高町2-2-1
- 豊浦支所：日立市川尻町1-40-1
- 西部支所：日立市東河内町1947-4
- 十王支所：日立市十王町友部2581（県北生涯学習センター1階）

## 出張所
- 日立市役所 日立駅前出張所 幸ステーション：日立市幸町1-16-1（日立駅前大型商業施設「ヒタチエ」1階）[22]

## 不祥事
- 2019年4月23日 - 4月23日、国民健康保険課の職員が、ドメスティックバイオレンス（DV）の加害者の夫からの問い合わせに対し、被害者の妻の女性と子どもの住所を教えてしまった。これにより女性は転居などを余儀なくされ、市は8月7日、損害賠償に関する仮示談書を女性と交わした。情報漏洩に伴う夫からの被害は起きていないという[23]。